# Manteño-Guancavilca-Kultur

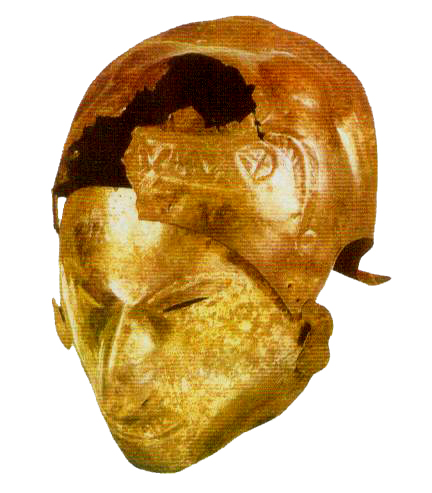
Goldmaske der Manteño-Guancavilca-Kultur

Die Manteña-Guancavilca ist eine präkolumbische Kultur, die vom 7. Jahrhundert bis 16. Jahrhundert in Ecuador bestand. Sie erstreckte sich von südlich der Manabi-Provinz bis nördlich von Guayas.

## Ein See-Imperium
Die Menschen dieser Kultur waren spezialisiert auf den Handel mit Edelmetallen und Muscheln, zusätzlich wurde aber auch Fischfang und Fischzucht betrieben. Der Seehandel dieser Kultur hatte eine große Bedeutung im regionalen politischen System im Bereich des nahen Maya-Imperiums. Auf großen Flößen transportierten sie handgefertigte schwarze Steinbehälter für Getreide und sie benutzten schwere runde Steine für das Muscheltauchen. Es gibt Hinweise auf den Seehandel zwischen dieser Kultur und anderen Kulturen in den Ländern der südamerikanischen Pazifikküste wie z. B. Peru, Mexiko oder Panama.

## Kult
Im Gebiet der Manteño-Guancavilca-Kultur fand man etwa vierzig Weihrauchgefäße, oft verziert mit einer thronenden Figur, die ein Gefäß auf dem Kopf trägt. Die Bedeutung dieser Figur ist nicht bekannt, möglicherweise ist ein religiöser Führer dargestellt. Andere Gefäße besitzen Abbildungen, auf denen Figuren mit weiblich anmutenden Frisuren dargestellt sind, die einander die Hände halten (an den Fingern). Man fand auch Abbildungen von Tieren wie Katzen oder Fledermäusen, die auf einem Thron sitzen.

## Spuren
Die Manteño-Guancavilca-Kultur war bald nach Ankunft der Spanier verschwunden, insbesondere durch okzidentalische Krankheiten, die durch Hitze und Feuchtigkeit gefördert wurden. Heute hat die Zacachum-Gemeinschaft Anspruch auf die Hinterlassenschaften der Manteño-Guancavilca-Kultur angemeldet, was ihnen die Anerkennung als Nachfahren der Manteño-Guancavilca-Kultur und den Besitz der alten Territorien sichern soll. Dies erlaubt heute auch bessere archäologische und anthropologische Studien an den präkolumbischen Relikten im Entwicklungsbereich dieser Kultur. Im Jahr 1956 wurden im Grabungsaushub Relikte der Valdivia-, Chorrera-, Machalilla-, Guangala- und der Manteño-Guancavilca-Kultur gefunden.